# Saint-Émiland
Saint-Émiland är en kommun i departementet Saône-et-Loire i regionen Bourgogne-Franche-Comté i östra Frankrike. Kommunen ligger i kantonen Couches som tillhör arrondissementet Autun. År 2022 hade Saint-Émiland 307 invånare.

## Befolkningsutveckling
Antalet invånare i kommunen Saint-Émiland
| Referens: INSEE |